# Brachycera
I Brachiceri (Brachycera Schiner, 1862) sono un sottordine dei Ditteri comprendente anche insetti spesso genericamente chiamati mosche. Ad esso sono iscritte circa 118-126 famiglie, a seconda della disposizione adottata dai sistematici.

## Morfologia

### Adulto
La morfologia è tipicamente muscoide, di dimensioni generalmente medie, livrea in genere poco appariscente ma talvolta con colori vivaci o con riflessi metallici, tegumento rivestito da peli e setole di vario sviluppo, soprattutto nel capo e nel torace. La differenza sostanziale, rispetto ai Nematoceri, risiede nella morfologia delle antenne, da cui deriva anche il nome del sottordine (brachys, breve, kera, antenne).
Il capo è ben sviluppato, mobile, con occhi grandi e convessi, composti da un elevato numero di ommatidi. Lo sviluppo degli occhi è in genere un elemento di distinzione fra i sessi: le femmine hanno occhi distanziati, con una regione cervicale larga e bene evidente, i maschi hanno invece occhi di maggiore sviluppo che si estendono dorsalmente fino a toccarsi (capo oloptico) o addirittura fondersi (capo cicloptico). Gli ocelli, in numero di tre, sono disposti sul vertice del capo, ai lati di un triangolo (triangolo ocellare). Le antenne sono relativamente brevi, composte al massimo da sei articoli, ed hanno una morfologia caratteristica (antenne aristate). I primi tre antennomeri sono ben sviluppati, in particolare il terzo; su quest'ultimo si inseriscono gli altri antennomeri, che complessivamente formano un filamento peloso detto arista. L'inserzione delle antenne è molto ravvicinata e si localizza al centro della regione frontale, con la parte basale diretta verso il basso. Negli Schizofori l'area frontale è separata da quella periorbitale dalla sutura frontale, una cicatrice conformata a U rovesciata derivata dal riassorbimento dello ptilinum.
L'apparato boccale ha struttura e aspetto differenti secondo il gruppo sistematico, ma in generale si riconduce al tipo lambente-succhiante o, meno frequentemente, al tipo pungente-succhiante.

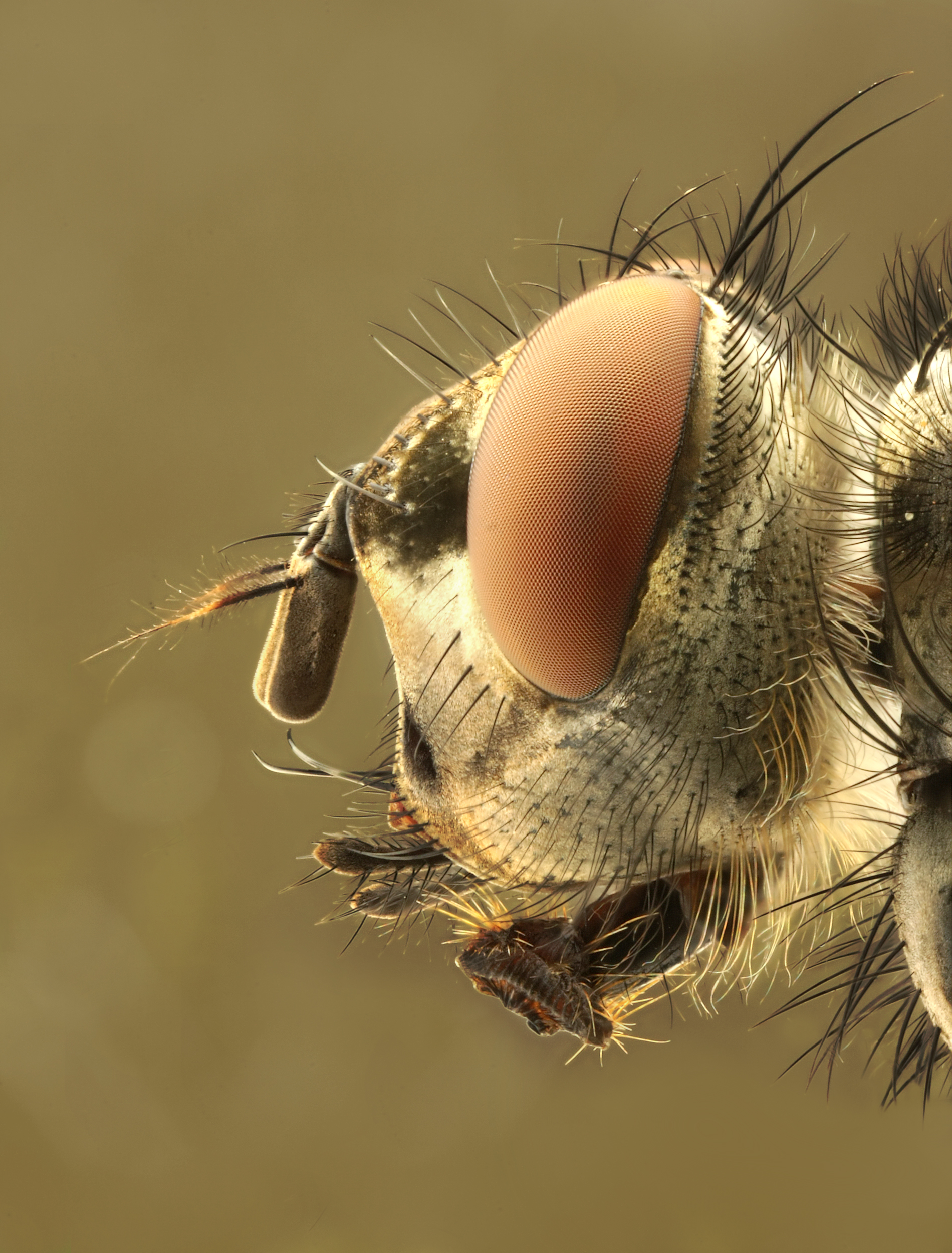
Capo di Calliphora. Lungo il profilo anteriore sono bene evidenti, dall'alto in basso, le antenne aristate, le due vibrisse clipeali, i palpi mascellari e il labellum.

L'apparato boccale lambente-succhiante è caratterizzato da un particolare sviluppo del labbro inferiore, il cui aspetto ricorda quello di una proboscide: la parte prossimale è ingrossata e conformata a doccia, in modo da accogliere le altre appendici boccali, quella distale si espande in una struttura bilobata, detta labello o labellum, la cui faccia ventrale è percorsa da canalicoli, detti pseudotrachee, attraverso i quali vengono assunti gli alimenti fluidi o semifluidi. Il labbro superiore è breve e conformato ventralmente a doccia e, contrapponendosi con la prefaringe, concorre a formare il canale di suzione. La prefaringe è percorsa longitudinalmente dal canale salivare. In merito agli altri annessi boccali, le mandibole sono assenti e le mascelle sono ridotte ai soli palpi mascellari; questi emergono sulla parte anteriore della proboscide, sono relativamente brevi e composti solo da uno o due segmenti. La struttura e la funzionalità di questo apparato boccale sono finalizzate all'assunzione di alimenti zuccherini anche cristallizzati, come il miele, la melata, lo zucchero o altri alimenti semifluidi, come gli escrementi degli uccelli, usati spesso come fonti proteiche.
L'apparato boccale pungente-succhiante differisce, in generale, da quello dei Nematoceri per la riduzione in lunghezza. Questa tipologia ricorre nella generalità dei Tabanidi, negli Ippoboscidi, nei Glossinidi e nella tribù degli Stomoxydini (Muscidae), con marcate differenze morfologiche e funzionali. Nei Tabanidi, mandibole e mascelle sono stilettiformi, anche se molto meno allungate rispetto a quelle dei Culicidi, e ad esse è affidata la funzione perforante; il canale di suzione è formato dalla contrapposizione del labbro superiore con le mandibole, mentre la prefaringe ha la funzione di iniettare la saliva; il labbro inferiore è conformato a doccia bilobata distalmente, con la funzione di accogliere gli altri annessi boccali. Negli altri brachiceri citati, la struttura dell'apparato boccale è analoga a quella del tipo lambente-succhiante, con atrofia della mandibola e riduzione delle mascelle ai soli palpi mascellari e con canale alimentare formato dall'accostamento del labbro superiore alla prefaringe. Cambia invece la conformazione del labbro inferiore, a cui è affidata la funzione perforante: la parte distale è infatti sclerificata e acuminata e manca del tutto il labellum.

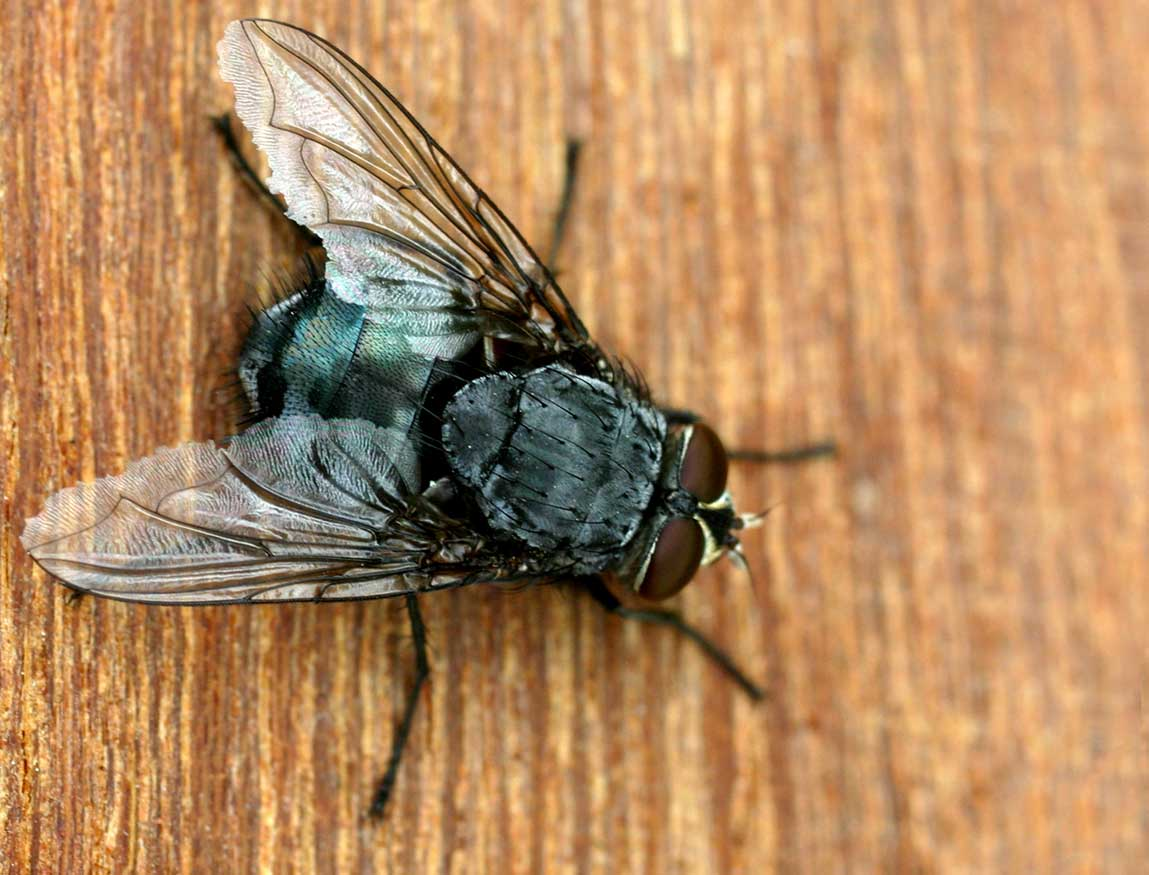
Calliphora vicina. Nel torace sono evidenti le due suture trasverse che separano i tre scleriti più sviluppati del mesonoto: il prescuto, lo scuto e lo scutello.

Il torace mostra, come nella generalità dei Ditteri, un notevole sviluppo del secondo segmento (mesotorace) rispetto agli altri. L'elemento morfologico differenziale, che discerne fra i Nematoceri ed i Brachiceri, è la conformazione della sutura pleurale nelle mesopleure: nei Brachiceri collega la base dell'ala con la coxa dopo aver compiuto due deviazioni, ad angolo retto, procedendo in senso dorso-ventrale e antero-posteriore; di conseguenza ha dapprima un andamento verticale, poi orizzontale e, infine, nuovamente verticale.
Un sistema di suture suddivide mesonoto e mesopleure in un complesso di scleriti ai quali si attribuiscono denominazioni in alcuni casi specifiche dei Ditteri. Alla vista dorsale, il mesonoto sovrasta gli altri segmenti toracici e risulta formato, in senso antero-posteriore, dai seguenti scleriti: mesoprescuto, mesoscuto e mesoscutello. Le mesopleure risultano invece suddivise nei seguenti scleriti:
- adiacenti al mesoprescuto e al mesoscuto si differenziano il callo omerale e il notopleuron, che si dispongono in posizione dorso-laterale apparendo come espansioni del mesonoto;
- più sotto, la sutura pleurale separa il mesoepisterno (anteriore) dal mesoepimero (posteriore);
- in corrispondenza delle due deviazioni della sutura pleurale si posizionano altre due suture: quella anteriore (sutura episterno-precoxale) divide il mesoepisterno in due scleriti (dorsale e ventrale), quella posteriore (sutura epimerale) separa il mesoepimero dall'ipopleura.

Venatura alare nei Ditteri Tephritidae. Carattere generale comune a tutti i Brachiceri è la fusione della CuA_{2} con A_{1} (o la stretta prossimità) con delimitazione della cellula cup.

Di grande importanza, ai fini tassonomici, è il numero, la disposizione e lo sviluppo dei peli e delle setole toraciche, per le quali si fa riferimento ad una specifica terminologia come per le setole cefaliche. Per le setole dorsali si fa riferimento anche alla posizione relativa alla sutura trasversa, che separa il prescuto dallo scuto, distinguendo perciò le setole presuturali da quelle postsuturali.
Come in tutti i Ditteri, le ali sono differenziate morfologicamente e funzionalmente: quelle mesotoraciche sono normalmente sviluppate per svolgere la funzione del volo, quelle metatoraciche sono invece trasformate in bilancieri per svolgere la funzione di regolazione dell'equilibrio in volo. Pur comprendendo anche forme meiottere, nella generalità dei Brachiceri le ali mesotoraciche sono normalmente sviluppate, interamente membranose e generalmente trasparenti, con eventuali caratteristiche pigmentazioni zonali utili ai fini sistematici. La superficie dell'ala è suddivisa in tre regioni, di cui quella anteriore, maggiormente sviluppata, è la remigante e contiene le nervature longitudinali più robuste; alla remigante segue la regione anale, meno sviluppata, e, infine un piccolo lobo posteriore e prossimale, detto alula. La terminologia adottata per descrivere le nervature fa riferimento al sistema Comstock-Needham, concepito per la descrizione morfologica dei Ditteri. Fra gli elementi di particolare rilievo, ricorrenti nella generalità dei Brachiceri, è la fusione dei tratti distali del ramo posteriore della cubito con la prima anale; la confluenza delle due vene delimita perciò una cellula chiusa detta cellula cup.

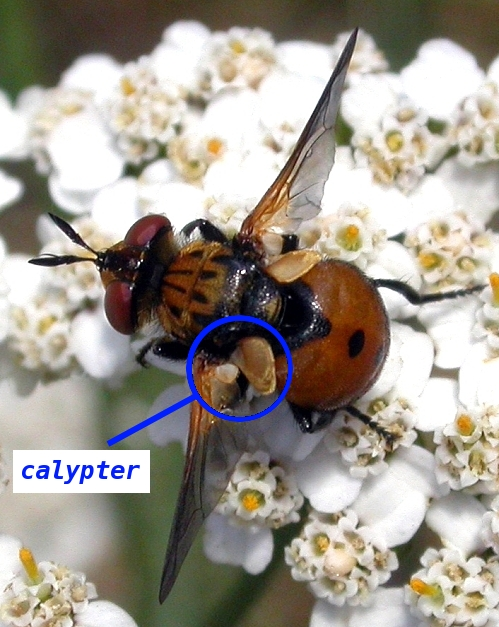
Caliptra di un tachinide.

Un elemento morfologico di particolare importanza sistematica è la caliptra, presente in uno dei due gruppi sistematici in cui la tassonomia tradizionale suddividono i Ciclorrafi Schizofori (Calyptratae): la caliptra è composta da due lamine membranose situate posteriormente alla base dell'ala, quella anteriore, detta caliptra superiore o squamula o squama alare, è più piccola e vibra con l'ala; quella posteriore, detta caliptra inferiore o squama toracica, è più grande, non vibra e protegge il bilanciere.
L'addome è composto da un numero di uriti apparenti inferiore a quello teorico per la riduzione o la fusione di quelli anteriori; in genere, il primo urite è atrofico e il secondo è fuso con il terzo. Nelle femmine, gli ultimi uriti sono ridotti in diametro e assumono la conformazione di un tubo telescopico che svolge la funzione di ovopositore (ovopositore di sostituzione); in diversi gruppi sistematici, la parte terminale dell'ovopositore di sostituzione è fortemente sclerotizzata e si comporta come organo perforante, praticando una puntura per deporre le uova all'interno dei tessuti dell'organismo che dovrà ospitare le larve. Nei maschi, il nono urite presenta l'urotergite (epandrio) e l'urosternite (ipandrio) differenziati in due organi che concorrono alla formazione degli organi genitali esterni.

### Larva

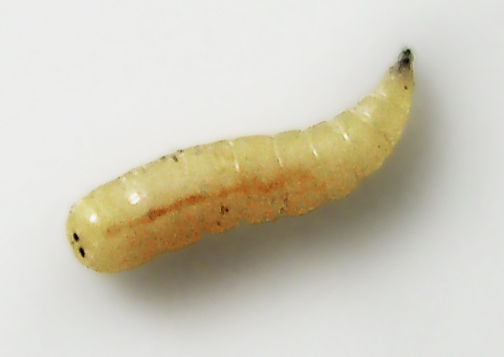
Larva microcefala: il capo corrisponde all'estremità a destra.

Le larve sono apode e la morfologia è sostanzialmente più semplice rispetto alla generalità delle larve dei Nematoceri. Caratteristica è la marcata riduzione del capo (larve microcefale), a volte immerso nel protorace (larve emicefale); nel complesso la larva assume spesso una forma conica, affusolata in avanti. L'apparato boccale nei gruppi meno evoluti è masticatore, con una modificazione che ne semplifica la struttura o la funzionalità. Nei Ciclorrafi l'apparato boccale è invece profondamente modificato e prende il nome di apparato cefalo-faringeo: le appendici boccali sono assenti e all'esterno compaiono solo due uncini, ritenuti mandibole, dotati di movimenti secondo un piano verticale; gli uncini boccali si articolano ad un organo interno, l'apparato cefalo-faringeo vero e proprio, ubicato nel primo tratto del canale alimentare e costituito da un insieme di scleriti che svolgono la funzione masticatoria.
Gli uncini boccali delle larve dei Ciclorrafi sono sfruttati anche per la locomozione, all'interno delle mine scavate, e all'esterno, con il caratteristico salto: in questo caso la larva si ripiega afferrando l'estremità caudale con gli uncini e rilasciandola bruscamente causano un contraccolpo spiccando il salto.

### Pupa

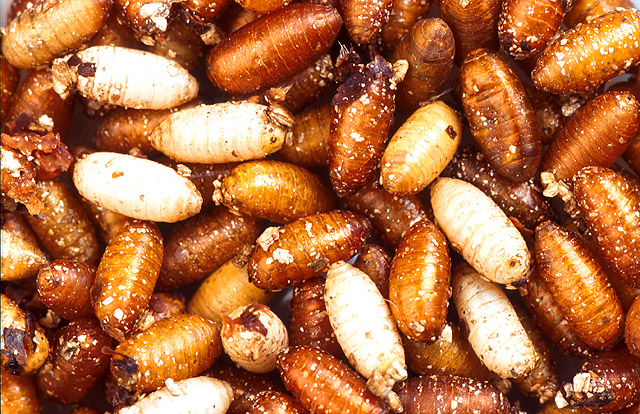
Pupari di Ceratitis capitata.

Le pupe dei Brachiceri sono obtecte o, più frequentemente, exarate. In genere sono protette da un involucro, formato dalle spoglie dell'ultimo stadio larvale, più o meno modificato. Nei Ciclorrafi l'exuvia della larva matura subisce una profonda alterazione chimico-strutturale e si trasforma in uno pseudobozzolo, di consistenza coriacea e a forma di barilotto, detto pupario. Il meccanismo di fuoriuscita dell'adulto differenzia i gruppi sistematici che, nella tassonomia classica, suddividono i Brachiceri in ranghi superiori a quello di superfamiglia: negli Ortorrafi la fuoriuscita avviene attraverso una fenditura longitudinale dorsale, nei Ciclorrafi attraverso un'apertura circolare praticata nella regione cefalica del pupario. Nei Ciclorrafi Schizofori, questa apertura è praticata da una pressione esercitata dallo ptilinum.

## Biologia

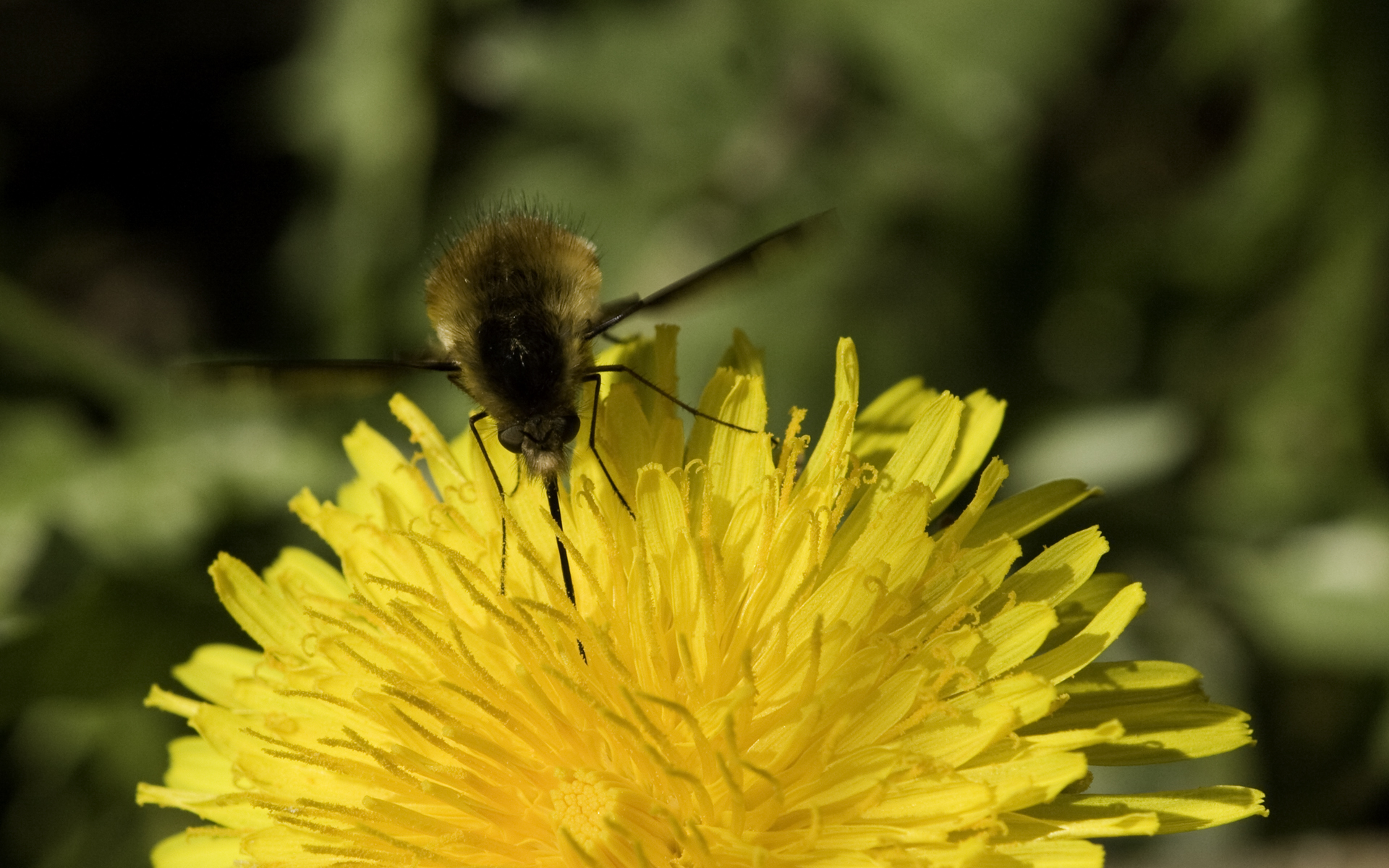
Gli adulti dei Bombyliidae, glicifagi, sono utili in quanto insetti pronubi.

La biologia dei Brachiceri è alquanto eterogenea. In generale si tratta di insetti ovipari che si riproducono per anfigonia, con un numero di generazioni variabile secondo il gruppo sistematico e l'ambiente. Lo sviluppo postembrionale, in genere di tipo olometabolico, si svolge attraverso tre stadi di larva e uno di pupa. Gli stadi larvali differiscono fra loro, oltre che per le dimensioni, anche per il numero di spiracoli tracheali. Lo sviluppo è in genere piuttosto rapido, fatta eccezione per le fasi svernanti allo stadio di larva o di pupa.
L'etologia varia secondo il gruppo sistematico e, spesso, anche all'interno di gruppi ristretti (famiglia o taxa inferiori). Gli adulti sono generalmente glicifagi oppure non si nutrono affatto. Non mancano comunque le forme zoofaghe, a spese di vertebrati (specie ematofaghe) o di invertebrati, o quelle sostanzialmente onnivore.
Anche le larve mostrano un comportamento eterogeo, spesso anche all'interno di singole famiglie, con conseguente estrema varietà di ambienti colonizzati. Le specie zoofaghe si possono distinguere in tre gruppi fondamentali:

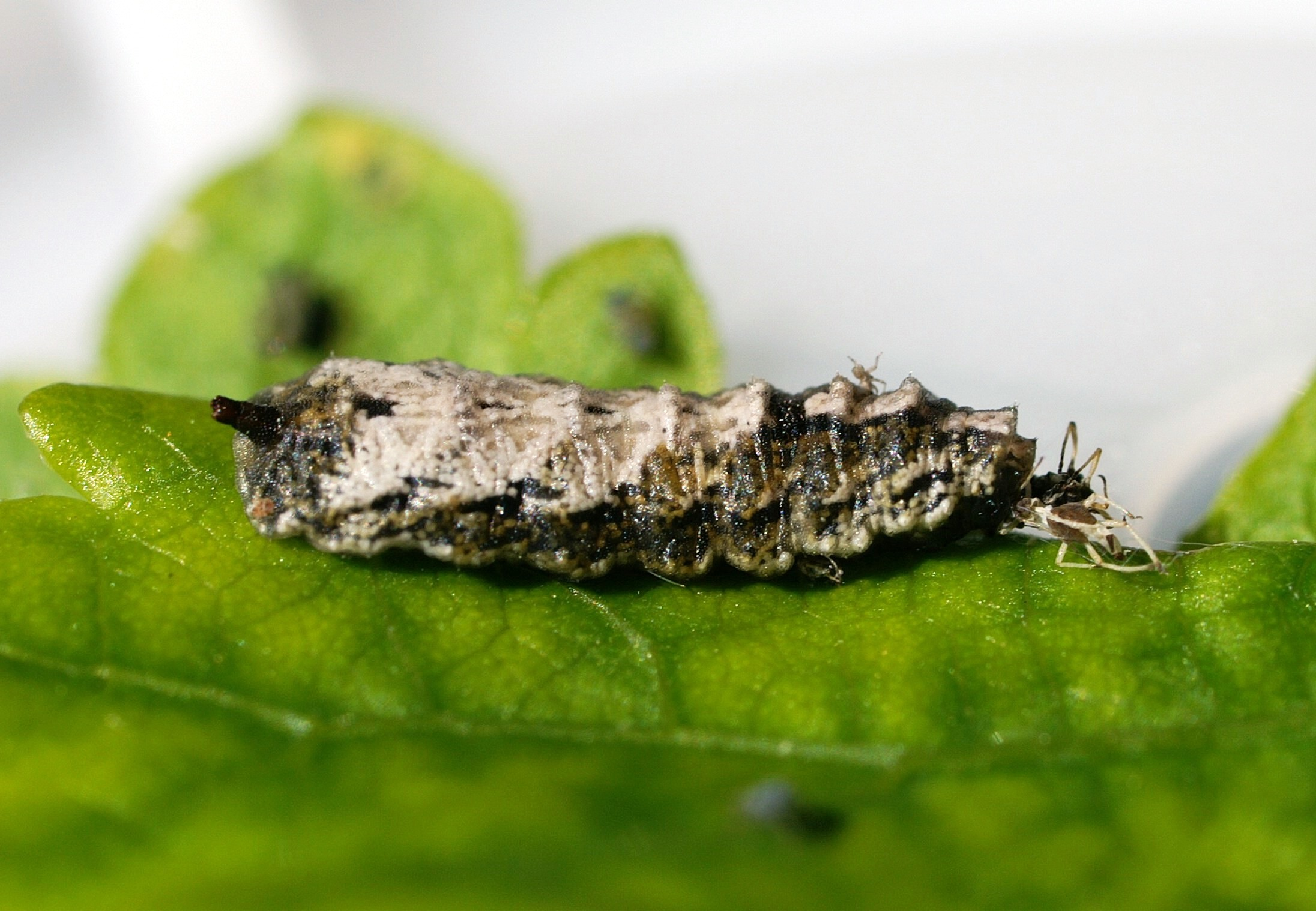
Larva di sirfide mentre divora un afide.

- larve predatrici a spese di artropodi o altri invertebrati;
- larve parassitoidi artropofaghe a spese di artropodi o altri invertebrati;
- larve sarcofaghe; in quest'ultimo caso le larve si comportano in sostanza come parassite di vertebrati, ma vi sono anche specie che si sviluppano a spese di cadaveri di animali e che, occasionalmente, possono svilupparsi anche su piaghe e ferite di animali vivi.

Le larve fitofaghe sono per lo più galligene o minatrici e si sviluppano, secondo il gruppo sistematico, all'interno di galle, steli, foglie e frutti di vegetali. A queste specie possono essere assimilate anche le larve micetofaghe che si sviluppano a spese dei corpi fruttiferi dei funghi.
Infine, nell'eterogenea gamma dei comportamenti e dei regimi alimentari, va citata la presenza di un elevato numero di specie le cui larve sono fondamentalmente saprofaghe e si nutrono di microrganismi, materiale organico in decomposizione, ivi compresi alimenti di varia natura.

## Importanza dei Brachiceri

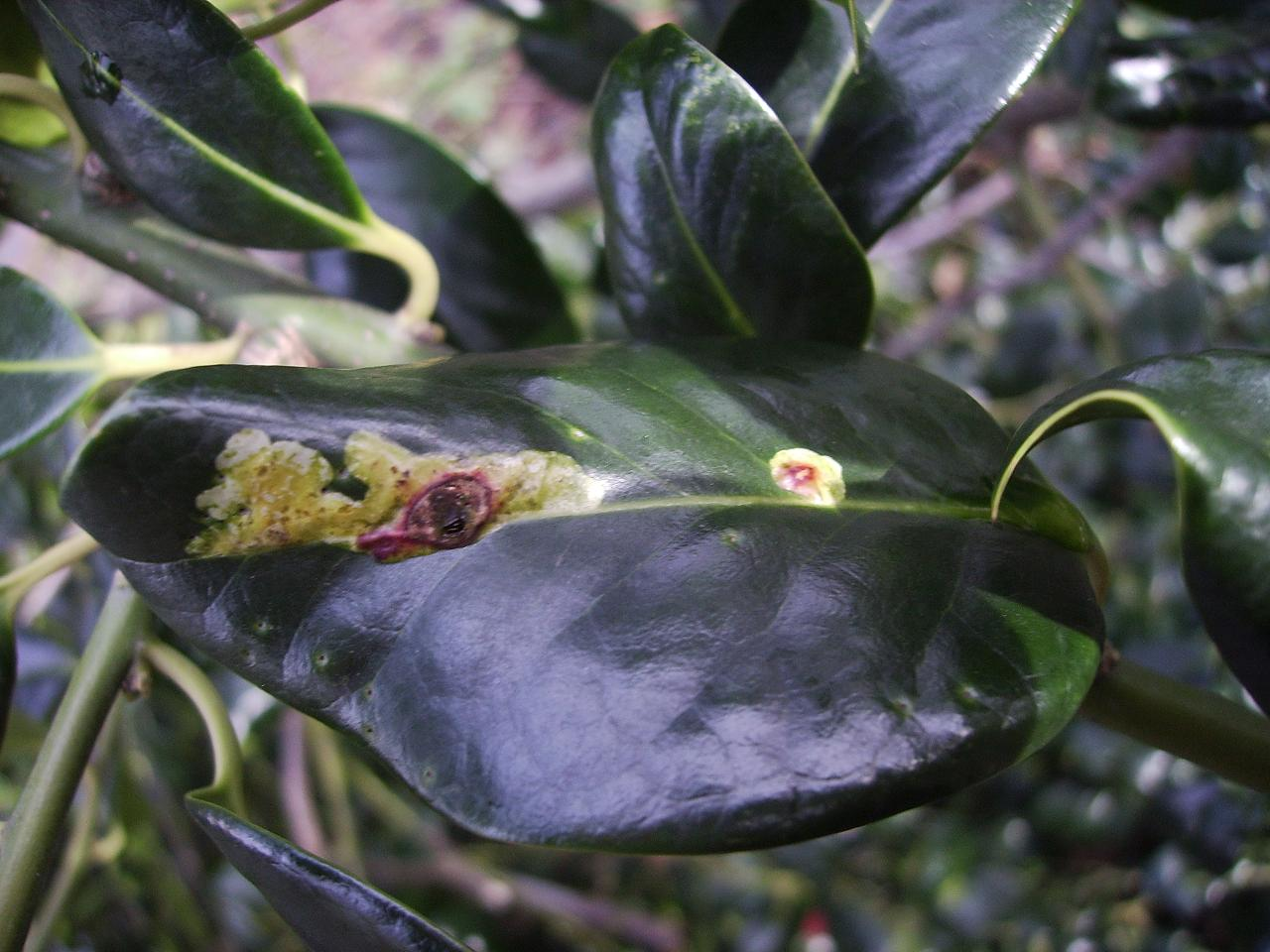
Danni da Agromizidi su agrifoglio.

Fra i Brachiceri sono compresi diversi insetti d'importanza agraria, zootecnica, sanitaria, medica.
- Fitofagi: vi sono compresi insetti minatori allo stadio larvale che vivono all'interno di gallerie scavate nelle foglie (es. Agromizidi) o nei frutti (es. mosca della frutta, mosca dell'olivo). Diverse specie sono ritenute di grande importanza economica, per la loro elevata polifagia, per l'ampio areale e per la difficoltà di controllo.
- Entomofagi: vi sono compresi insetti che allo stadio larvale (in genere) sono parassiti o predatori di altri insetti, spesso importanti come insetti ausiliari nella lotta biologica e integrata. Sono ad esempio parassite le larve dei Tachinidi (o Larvevoridi), predatrici quelle dei Sirfidi. Sono meno frequenti le specie entomofaghe allo stadio adulto (es. Asilidi).
- Pronubi: vi sono compresi insetti che allo stadio adulto si nutrono di nettare contribuendo con il trasporto del polline all'impollinazione entomofila grazie alla peluria che riveste il loro corpo. Sono tali gli adulti di molte specie dei Bombilidi e dei Sirfidi.

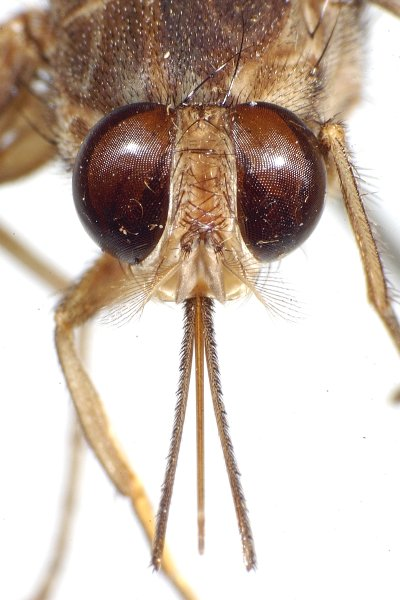
Esemplare di mosca tsé-tsé.

- Zoofagi: vi sono compresi insetti che allo stadio larvale o in quello adulto sono parassiti di vertebrati, fra cui l'uomo e gli animali domestici. I più conosciuti rientrano nella famiglia dei Tabanidi, comunemente chiamati tafani, altre specie sono invece comprese nella famiglia dei Muscidi. Altri brachiceri sono endoparassiti, allo stadio larvale, degli animali domestici, come i Gastrofilidi, gli Ostridi, gli Ipodermidi. In generale queste specie sono particolarmente dannose negli allevamenti estensivi con animali al pascolo o allo stato brado.
- Saprofagi: vi sono compresi insetti che si nutrono in generale di materia organica morta, pertanto hanno un'importante funzione ecologica nelle catene alimentari come organismi decompositori. Rientrano in questa categoria, ad esempio, le comuni mosche, il moscone grigio della carne, il moscone azzurro della carne, la mosca del formaggio. Pur essendo utili sotto l'aspetto ecologico, in generale vanno ritenute dannose sotto l'aspetto igienico e sanitario quando attaccano gli alimenti deperibili (carne, pesce). Gli adulti possono inoltre trasmettere agenti infettivi.

Fra i Brachiceri d'importanza medica si annoverano le specie del genere Glossina, note con il nome di mosca tsé-tsé, parassite epizootiche dell'uomo e degli animali domestici. Queste mosche sono vettori dei Tripanosomi, agenti di malattie che colpiscono anche l'uomo, fra le quali la notissima malattia del sonno. Vettori più o meno occasionali di protozoi e altri microrganismi ricorrono sono anche fra altri brachiceri ematofagi (es. Tabanidi e, in generale, fra diversi brachiceri saprofagi (es. Mosca domestica).

## Sistematica
La sistematica dei Ditteri è un esempio emblematico della difficoltà di organizzare la tassonomia secondo schemi stabili e di larga condivisione. Gli entomologi che si sono occupati in passato della tassonomia dei Ditteri hanno spesso stravolto, fin dall'Ottocento, gli inquadramenti tassonomici definendo molteplici taxa per gli stessi raggruppamenti. In letteratura esiste un'ampia documentazione in merito alle sinonimie nell'ambito dei Ditteri e alle differenti interpretazioni. Esistono inoltre criteri differenti, in base ai quali impostare la suddivisione sistematica, spesso in conflitto fra loro: strettamente morfologici, evoluzionistici e, infine, nei lavori degli ultimi decenni, filogenetici.
A prescindere dalle divergenze nella classificazione dei taxa inferiori, la sistematica nei taxa superiori, su base morfologica, è rimasta consolidata per lungo tempo, al punto che ancora oggi si tende ad utilizzare raggruppamenti tassonomici ritenuti universalmente obsoleti. La tassonomia tradizionale è ancora largamente adottata nella letteratura non strettamente scientifica (cataloghi, collezioni, manuali naturalistici o di entomologia applicata, ecc.), mentre quella filogenetica è ancora in corso di evoluzione.

### Tassonomia classica
Nella sistematica classica l'ordine si suddivide in due sottordini, quello dei Nematocera, comprendente i ditteri provvisti di antenne relativamente lunghe e composte da antennomeri indifferenziati, e quello dei Brachycera, comprendente i ditteri provvisti di antenne relativamente brevi e di tipo aristato. Questi ultimi sono ripartiti fra due taxa, Cyclorrhapha e Orthorrhapha, fondamentalmente sulla base di un carattere morfofunzionale: la conformazione del foro di uscita dal pupario o dall'exuvia pupale dopo lo sfarfallamento dell'adulto. Tale foro è di forma circolare nei Cyclorrhapha ed è localizzato nella zona cefalica, mentre negli Ortorrhapha è longitudinale. In letteratura i due raggruppamenti sono rappresentati, secondo l'Autore, come coorti o come sezioni, inquadrati in un rango collocato, in modo indeterminato, fra quello di superfamiglia e quello di sottordine. Infatti, la sistematica nell'ambito dei Cyclorrhapha contemplava la suddivisione dicotomica in taxa intermedi, di rango indeterminato ma superiore a quello di famiglia, sulla base di altri caratteri morfofunzionali (Aschiza e Schizophora e, questi ultimi, suddivisi ulteriormente in Acalyptratae e Calyptratae).
Per gli Orthorrhapha era invece contemplata la suddivisione in famiglie. Questo raggruppamento ha subito drastiche revisioni a partire dagli anni settanta e ancora oggi la definizione delle famiglie è in corso di perfezionamento. L'orientamento che si è definito è quello di scorporare diverse famiglie, perché parafiletiche alla luce delle più recenti acquisizioni in materia di filogenesi. Il risultato è che allo stato attuale la tradizionale suddivisione all'interno degli Orthorrhapha è del tutto obsoleta. Un elenco delle famiglie tradizionalmente incluse fra gli Orthorrhapha è il seguente:
- Acroceridae (syn. Cyrtidae, Henopidae, Oncodidae)
- Apioceridae
- Asilidae
- Bombyliidae (comprendevano gli Apystomyiidae, gli Hilarimorphidae e i Mythicomyiidae)
- Dolichopodidae sensu lato (comprendono anche i Microphorinae trattati anche come famiglia distinta)
- Empididae (comprendevano anche gli Atelestidae, i Brachystomatidae e gli Hybotidae e alcuni generi incertae sedis trattati anche come famiglie distinte)
- Mydidae
- Nemestrinidae
- Pantophthalmidae (syn. Acanthomeriidae)
- Rhagionidae (syn. Leptidae, comprendevano anche i Vermileonidae, gli Athericidae, gli Austroleptidae e gli Spaniidae; vi è compreso il genere Pelecorhynchus, trattato anche come famiglia distinta)
- Scenopinidae (syn. Omphralidae)
- Stratiomyidae
- Tabanidae
- Therevidae (comprendevano anche gli Apsilocephalidae)
- Xylomyidae (syn. Solvidae)
- Xylophagidae (syn. Erinnidae)

Dal precedente elenco sono escluse le famiglie monotipiche Evocoidae e Oreoleptidae, che comprendono specie di recente classificazione e perciò non avevano alcuna collocazione nell'ambito degli Orthorrhapha.
La sistematica su base filogenetica ha riorganizzato la tassonomia di rango superiore ripartendo le sopraelencate famiglie fra superfamiglie. Per quanto la suddivisione in superfamiglie non sia contemplata nella tassonomia tradizionale, gli Ortorrhapha potrebbero dividersi nel seguente modo:
- Superfamiglia Asiloidea, comprendente le famiglie Apioceridae, Asilidae, Bombyliidae, Evocoidae, Mydidae, Scenopinidae, Therevidae
- Superfamiglia Empidoidea, comprendente le famiglie Dolichopodidae e Empididae
- Superfamiglia Nemestrinoidea, comprendente le famiglie Acroceridae e Nemestrinidae
- Superfamiglia Stratiomyoidea, comprendente le famiglie Pantophthalmidae, Stratiomyiidae e Xylomyidae
- Superfamiglia Tabanoidea, comprendente le famiglie Athericidae, Austroleptidae, Oreoleptidae, Rhagionidae, Spaniidae e Tabanidae
- Superfamiglia: Vermileonoidea, comprendente la famiglia Vermileonidae
- Superfamiglia: Xylophagoidea, comprendente la famiglia Xylophagidae

I Cyclorrhapha comprendono i Ditteri più evoluti, con pupe exarate e coartate, ovvero protette all'interno di un involucro derivato dall'exuvia dell'ultimo stadio larvale (pupario). Lo sfarfallamento avviene attraverso un'apertura circolare praticata nella regione cefalica dell'involucro pupale. La suddivisione dei Cyclorrhapha era basata su uno schema dicotomico che contemplava dei taxa superiori di rango indeterminato citati in letteratura, secondo l'Autore, come "divisioni", "sezioni", "sottosezioni":
- Sezione Aschiza. Comprende brachiceri privi dello ptilinum. Lo sfarfallamento avviene attraverso un'apertura irregolarmente circolare praticata in una delle estremità dell'exuvia. La sezione è suddivisa in due superfamiglie:
  - Platypezoidea
  - Syrphoidea
- Sezione Schizophora. Comprende brachiceri provvisti dello ptilinum. Lo sfarfallamento avviene attraverso un'apertura circolare praticata nel polo cefalico del pupario. Si suddivide dicotomicamente in due raggruppamenti:
  - Sottosezione Acalyptratae. Comprende brachiceri privi di caliptra. Si suddivide nelle seguenti superfamiglie: 
    - Carnoidea
    - Conopoidea
    - Diopsoidea
    - Ephydroidea
    - Lauxanioidea
    - Nerioidea
    - Opomyzoidea
    - Sciomyzoidea
    - Sphaeroceroidea
    - Tephritoidea

  - Sottosezione Calyptratae. Comprende brachiceri provvisti di caliptra. Si suddivide nelle seguenti superfamiglie:
    - Hippoboscoidea
    - Muscoidea
    - Oestroidea

### Tassonomia basata sulle relazioni filogenetiche
Dagli anni sessanta e settanta, HENNIG e altri ditterologi si sono prodigati nel tentativo di riordinare la sistematica dei Ditteri, articolandola su una base filogenetica. Il difficile lavoro produce differenti interpretazioni sia in base alle sinapomorfie prese in considerazione nell'analisi filogenetica, sia in base ai criteri (morfologici e/o molecolari). Le numerose pubblicazioni che si sono prodotte dagli anni settanta ad oggi propongono spesso drastiche revisioni e ancora oggi non esiste una suddivisione dettagliata e largamente condivisa. Malgrado le divergenze e le frequenti rielaborazioni, tutti i ditterologi concordano nel ritenere obsoleta la tradizionale suddivisione dicotomica dei Ditteri. Due sono gli aspetti fondamentali su cui c'è il pieno consenso e il secondo riguarda proprio la sistematica dei Brachiceri:
1. I Nematoceri costituiscono un raggruppamento artificiale in quanto parafiletico, contrapposto ai Brachiceri, che risultano, invece, monofiletici. Sotto l'aspetto formale si tende a privilegiare la ripartizione in infraordini, mantenendo l'identità dei Nematoceri (o lower Diptera, "Ditteri inferiori") solo per distinguerli nel complesso dai Brachiceri.
2. Nell'ambito dei Brachiceri, gli Ortorrafi costituiscono un raggruppamento parafiletico, mentre i Ciclorrafi risultano essere un gruppo monofiletico.

In merito alla sistematica dei Brachiceri esistono ancora oggi incertezze sull'articolazione dell'albero filogenetico e, di conseguenza, sulla conseguente articolazione dell'albero tassonomico nei ranghi più alti. Il problema è stato ampiamente affrontato dalla fine degli anni ottanta con la produzione di una ricca documentazione. Il contributo fondamentale proviene da WOODLEY (1989), il quale propone la suddivisione dei Brachiceri in quattro infraordini (Muscomorpha, Stratiomyomorpha, Tabanomorpha, Xylophagomorpha) secondo uno schema che ancora oggi gode di un sostanziale supporto da parte di molti studiosi. Lo schema di WOODLEY stravolge la suddivisione dicotomica fra Orthorrhapha e Cyclorrhapha: infatti, se tre degli infraordini si identificano a tutti gli effetti con Ditteri Ortorrafi, quello dei Muscomorpha comprende, oltre l'insieme dei Cyclorrhapha, diverse famiglie incluse tradizionalmente fra gli Ortorrafi.
Allo schema di WOODLEY si contrappone uno schema alternativo che mostra una certa compatibilità con la tradizionale distinzione fra Ortorrafi e Ciclorrafi. Questo schema, che trova in GRIFFITHS (1986, 1994) uno dei principali sostenitori, considera sei infraordini: dai Tabanomorpha sensu Woodley viene separata la famiglia Vermileonidae, inclusa in un infraordine indipendente (Vermileonomorpha), mentre le famiglie che fanno capo agli Asiloidea, ai Nemestrinoidea e agli Empidoidea costituirebbero l'infraordine degli Asilomorpha. Secondo questo schema, il raggruppamento artificiale degli Orthorrhapha si identificherebbe nell'insieme degli infraordini Asilomorpha, Stratiomyomorpha, Tabanomorpha, Vermileonomorpha e Xilophagomorpha, mentre i Cyclorrhapha si identificherebbero nei Muscomorpha sensu stricto.
Nell'ultimo decennio, tuttavia, si sono prodotti studi più approfonditi che individuano negli Asilomorpha un gruppo parafiletico e supportano la stretta correlazione filogenetica fra Tabanomorpha sensu stricto e Vermileonidae. Questi lavori sostengono fondamentalmente la posizione di WOODLEY, interpretando i Tabanomorpha e i Muscomorpha in senso esteso.
Alla luce delle più recenti acquisizioni, l'albero filogenetico (articolato per superfamiglie) che coinvolge i Brachiceri è il seguente:
|  | Xylophagoidea                                                 |
|  |                                                               |
|  | \| \| Vermileonoidea \| \| \| \| \| \| Tabanoidea \| \| \| \| |
|  |                                                               |
|  | Vermileonoidea                                                |
|  |                                                               |
|  | Tabanoidea                                                    |
|  |                                                               |

|  | Vermileonoidea |
|  |                |
|  | Tabanoidea     |
|  |                |

|  | Xylophagoidea                                                 |
|  |                                                               |
|  | \| \| Vermileonoidea \| \| \| \| \| \| Tabanoidea \| \| \| \| |
|  |                                                               |
|  | Vermileonoidea                                                |
|  |                                                               |
|  | Tabanoidea                                                    |
|  |                                                               |

|  | Vermileonoidea |
|  |                |
|  | Tabanoidea     |
|  |                |

|  | Asiloidea                                                   |
|  |                                                             |
|  | \| \| Empidoidea \| \| \| \| \| \| Cyclorrhapha \| \| \| \| |
|  |                                                             |
|  | Empidoidea                                                  |
|  |                                                             |
|  | Cyclorrhapha                                                |
|  |                                                             |

|  | Empidoidea   |
|  |              |
|  | Cyclorrhapha |
|  |              |

|  | Asiloidea                                                   |
|  |                                                             |
|  | \| \| Empidoidea \| \| \| \| \| \| Cyclorrhapha \| \| \| \| |
|  |                                                             |
|  | Empidoidea                                                  |
|  |                                                             |
|  | Cyclorrhapha                                                |
|  |                                                             |

|  | Empidoidea   |
|  |              |
|  | Cyclorrhapha |
|  |              |

|  | Xylophagoidea                                                 |
|  |                                                               |
|  | \| \| Vermileonoidea \| \| \| \| \| \| Tabanoidea \| \| \| \| |
|  |                                                               |
|  | Vermileonoidea                                                |
|  |                                                               |
|  | Tabanoidea                                                    |
|  |                                                               |

|  | Vermileonoidea |
|  |                |
|  | Tabanoidea     |
|  |                |

|  | Xylophagoidea                                                 |
|  |                                                               |
|  | \| \| Vermileonoidea \| \| \| \| \| \| Tabanoidea \| \| \| \| |
|  |                                                               |
|  | Vermileonoidea                                                |
|  |                                                               |
|  | Tabanoidea                                                    |
|  |                                                               |

|  | Vermileonoidea |
|  |                |
|  | Tabanoidea     |
|  |                |

|  | Asiloidea                                                   |
|  |                                                             |
|  | \| \| Empidoidea \| \| \| \| \| \| Cyclorrhapha \| \| \| \| |
|  |                                                             |
|  | Empidoidea                                                  |
|  |                                                             |
|  | Cyclorrhapha                                                |
|  |                                                             |

|  | Empidoidea   |
|  |              |
|  | Cyclorrhapha |
|  |              |

|  | Asiloidea                                                   |
|  |                                                             |
|  | \| \| Empidoidea \| \| \| \| \| \| Cyclorrhapha \| \| \| \| |
|  |                                                             |
|  | Empidoidea                                                  |
|  |                                                             |
|  | Cyclorrhapha                                                |
|  |                                                             |

|  | Empidoidea   |
|  |              |
|  | Cyclorrhapha |
|  |              |

La classificazione filogenetica più accreditata, per il momento, sarebbe quella proposta da AMORIM e YEATES (2006) e che in sostanza conferma l'impostazione, originariamente sostenuta da WOODLEY, di collocare parte dei tradizionali Ortorrafi nei Muscomorpha:
- Sottordine Brachycera
  - Infraordine Stratiomyomorpha
    - Superfamiglia Stratiomyoidea

  - Infraordine Xylophagomorpha
    - Superfamiglia Xylophagoidea

  - Infraordine Tabanomorpha
    - Superfamiglia Tabanoidea
    - Superfamiglia Vermileonoidea

  - Infraordine Muscomorpha
    - Sezione Nemestrinoidea
    - Sezione Asiloidea
    - Sezione Empidoidea
    - Sezione Cyclorrhapha